# Orações do Anjo

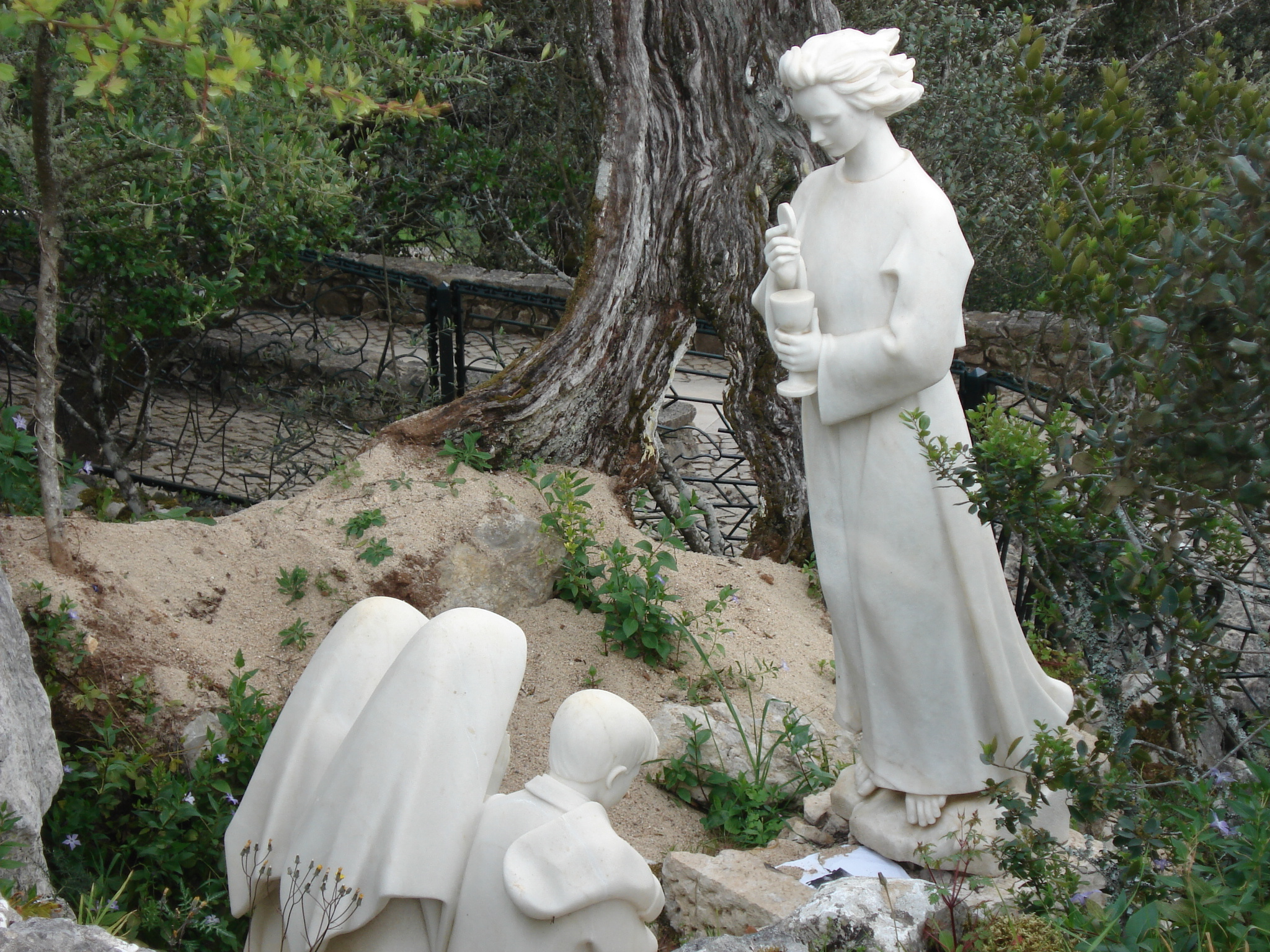
A Loca do Cabeço (ou Loca do Anjo de Portugal) no local da sua primeira e terceira aparição aos três pastorinhos, nos Valinhos, em Fátima.

As chamadas Orações do Anjo são duas orações que se creem ter sido ensinadas pelo Anjo de Portugal (ou Anjo da Paz) aos três pastorinhos de Fátima durante as suas aparições em 1916 nos lugares de Aljustrel e de Valinhos da mesma freguesia de origem das crianças.

## Introdução

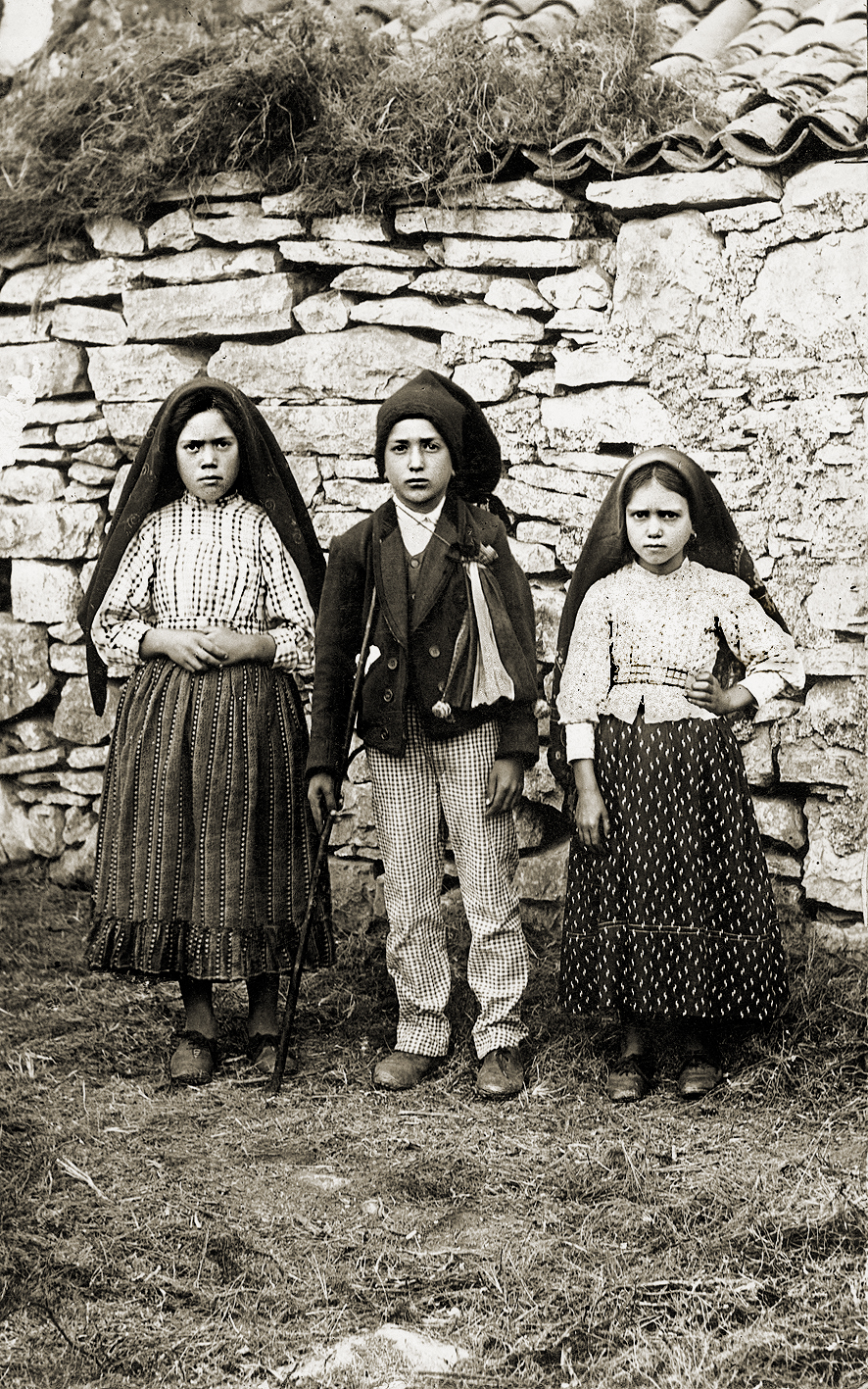
Os três pastorinhos de Fátima: Lúcia, Francisco e Jacinta.

Em 1937, Lúcia de Jesus, então uma freira carmelita, escreveu e publicou um texto denominado Memória II, no qual alegava que ela e seus primos haviam presenciado, em 1916 (o ano anterior às aparições de Fátima), três aparições do Anjo da Paz (ou Anjo de Portugal). Em 1941, no texto Memória IV, ela narrou os supostos encontros em mais detalhes, quando escreveu as orações que ficaram conhecidas como Orações do Anjo.

## Texto das orações

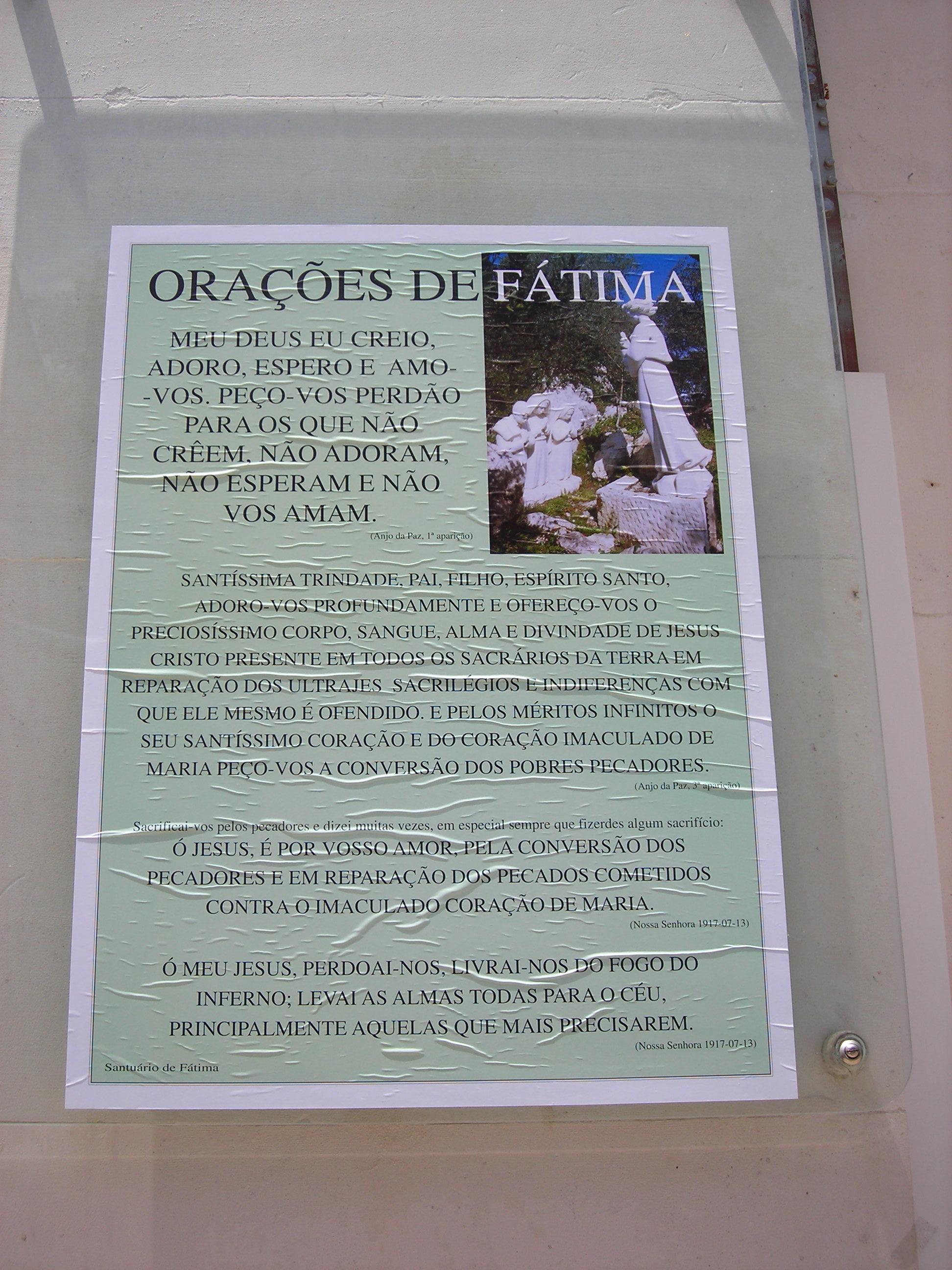
As "Orações de Fátima".

### Primeira oração
Meu Deus, eu creio, adoro, espero e amo-Vos.
Peço-Vos perdão para os que não creem, não adoram, não esperam e não Vos amam. (3 vezes)

### Segunda oração
Santíssima Trindade, Pai, Filho, Espírito Santo,
adoro-Vos profundamente
e ofereço-Vos o preciosíssimo Corpo, Sangue, Alma e Divindade de Jesus Cristo,
presente em todos os sacrários da terra,
em reparação dos ultrajes, sacrilégios e indiferenças com que Ele mesmo é ofendido.
E pelos méritos infinitos do Seu Santíssimo Coração
e do Coração Imaculado de Maria,
peço-Vos a conversão dos pobres pecadores.

## Contexto das orações

### Tempo, espaço, contexto social e cultural
Estamos perante dois textos pertencentes à mensagem de Fátima. São duas orações reveladas aos três pastorinhos de Fátima em duas aparições dum anjo, que se apresentou como “Anjo da Paz”, e também identificado como Anjo de Portugal. A primeira oração (“Meu Deus, eu creio…”) foi ensinada na primeira aparição, na Primavera de 1916 e a segunda (“Santíssima Trindade…”) em Outubro ou fins de Setembro do mesmo ano. Ambas as aparições se deram nos Valinhos, perto de Aljustrel, terra natal dos videntes, na freguesia de Fátima, concelho de Vila Nova de Ourém.

### Circunstâncias das aparições do Anjo
Os três pastorinhos de Fátima: Lúcia, Francisco e Jacinta.
Segundo os relatos da mais velha dos videntes, certo dia, na Primavera de 1916, na Loca do Cabeço, uma pequena gruta, os pastorinhos foram surpreendidos por “uma luz mais branca que a neve” na forma dum jovem. Este disse-lhes: “Não temais. Sou o Anjo da Paz. Orai comigo”. De seguida, ajoelhou-se e curvou-se até ao chão e pronunciou por três vezes a oração: “Meu Deus, eu creio…”. Em tudo isso, foi imitado pelos pastorinhos. Foi esta a primeira aparição do Anjo.
A segunda aparição decorreu no chamado Poço do Arneiro, situado no quintal dos pais de Lúcia.
Na terceira aparição, decorrida novamente na Loca do Cabeço, nos Valinhos, depois de os pastorinhos rezarem o terço e a oração que o Anjo lhes tinha ensinado, apareceu-lhes de novo “trazendo na mão um cálice e sobre ele uma hóstia, da qual caíram, dentro do cálice, algumas gotas de sangue. Deixando o cálice e a hóstia suspensos no ar, prostrou-se por terra e repetiu três vezes a oração “Santíssima Trindade…” Depois de dar o cálice e a hóstia em comunhão aos pastorinhos, recomenda “Tomai e bebei o Corpo e o Sangue de Jesus Cristo, horrivelmente ultrajado pelos homens ingratos. Reparai os seus crimes e consolai o vosso Deus”. Prostrara-se novamente por terra e de novo repetiu três vezes a mesma oração. De novo, os pastorinhos imitaram-no em tudo.
Estas aparições permaneceram inéditas até 1937, quando Lúcia as divulgou pela primeira vez, na sua 2ª memória. Encontramos uma narração mais completa e o texto definitivo das orações na 4ª memória, escrita em 1941.

### O uso actual
Estas duas orações entraram no património de piedade e estão muito difundidas em todo o país, sobretudo devido ao seu uso no Santuário de Fátima. A sua utilização principal é na adoração eucarística (o seu contexto original), onde são proclamadas ou cantadas. É frequente encontrá-las associadas entre si, rezadas em conjunto, alternadamente.

## Temas

### Meu Deus, Santíssima Trindade
Deus é o destinatário de ambas estas orações, como não podia deixar de ser. O horizonte trinitário está presente de forma perfeitamente explícita na oração “Santíssima Trindade”, e de forma reiterada: na verdade, após a invocação Santíssima Trindade, acrescenta-se o Nome de cada uma das Pessoas. Notamos assim que esta oração se dirige às três Pessoas divinas simultaneamente, da mesma forma.
Contudo, na oração “Meu Deus, eu creio”, tal horizonte trinitário não está tão explícito. A questão é saber a quem se dirige o vocativo “Meu Deus”.
Esta invocação, “Meu Deus”, é habitualmente dirigida a Deus Pai. Ao longo da Tradição da Igreja, o vocativo “Deus”, sem mais explicitação, designa habitualmente o Pai. Na Liturgia da Igreja verificamos o mesmo fenómeno, em que esta invocação significa habitualmente o Pai. Na linguagem popular religiosa o mesmo se verifica. Assim, à partida, seríamos levados a dizer que a oração se dirige a Deus Pai.
No entanto, há outros factores importantes a ter em conta. A expressão “Meu Deus” remete quase instantaneamente também para a profissão de fé do apóstolo Tomé: “Meu Senhor e meu Deus!” (Jo 20, 28), que é dirigida a Jesus Cristo. Posto que cada uma das Pessoas da Santíssima Trindade é Deus, este vocativo pode dirigir-se a cada uma delas.
Desde o início, ou pelo menos a partir de determinado momento, a oração foi utilizada pelos pastorinhos em contexto eucarístico. De facto, como foi já referido, é neste contexto que ela hoje é utilizada, de modo praticamente universal. É uma das orações mais frequentemente utilizadas na adoração eucarística, o que vem testemunhar a sua estreita ligação à Eucaristia. 
Mas é necessário ainda verificar a íntima relação que esta fórmula tem com a oração “Santíssima Trindade”: ambas reveladas pelo Anjo, ambas utilizadas, então e agora, em contexto de culto eucarístico, ambas fazendo um uso importante do conceito de adoração. Por esta estreita relação, podemos acabar por concluir que o destinatário de ambas as orações é o mesmo: a Santíssima Trindade, na simultaneidade das Pessoas, invocadas em conjunto e da mesma forma. O que é sublinhado pelo uso corrente de proclamar esta oração: três vezes seguidas.
A invocação “Meu Deus” exprime o acolhimento íntimo e pessoal do Deus vivo. Esta oração contém o essencial da espiritualidade cristã, que na sua estrutura é teologal e trinitária. “Deus” designa de modo muito simples o mistério trinitário, a que se presta uma adesão pessoal, à maneira do apóstolo Tomé. O uso do possessivo “meu” não designa, como alguns possam pensar, uma apropriação egoísta e individualista da divindade, mas uma relação de confiança e proximidade, logo de seguida expressas pelos actos de fé, adoração, esperança e amor.

### Eu creio, adoro, espero e amo-Vos
A atitude mais imediata perante o mistério da Trindade Santíssima é a adoração. Por esse motivo, o Anjo, ao ensinar aos pastorinhos ambas as orações, prostrou-se por terra. Eles entenderam que este gesto corporal era o que melhor correspondia às palavras pronunciadas. Prostrar-se por terra é um dos gestos que, em praticamente todas as culturas, significa a atitude de adoração, de abaixamento humilde perante o mistério que nos ultrapassa, a que rendemos a nossa homenagem. No Cristianismo, claro, esta adoração supera em muito o temor perante o terrível e poderoso, para passar a significar o respeito que naturalmente brota do Amor com que Deus Se nos revelou.

### Ofereço-Vos o preciosíssimo Corpo, Sangue, Alma e Divindade de Jesus Cristo
Como já sublinhámos várias vezes as orações ensinadas pelo Anjo apresentam uma peculiar relação com a Eucaristia. Na fórmula “Santíssima Trindade” tal relação é explícita, pela menção da Eucaristia através da fórmula utilizada no catecismo. A fórmula “Meu Deus, eu creio”, como vimos, tem também uma forte ligação à Eucaristia, quer pelo contexto da altura, quer pelo seu uso actual. Mas, como vimos, o fundo de ambas as orações é também particularmente trinitário. Ou seja, encontramos aqui manifestado o mistério da íntima relação entre a Trindade e a Eucaristia.

### Reparação
O motivo da reparação está bem expresso: “em reparação dos ultrajes, sacrilégios e indiferenças com que Ele mesmo é ofendido”. Estas três palavras pretendem resumir as ofensas feitas contra o Senhor sacramentado, ou seja, contra a presença de Deus no meio de nós, e assim contra Deus que Se oferece por nós. “Ultrajes” e “sacrilégios” têm um significado semelhante: designam as ofensas que são cometidas activamente contra o Senhor, actos que o ofendem, porque manifestam a recusa da salvação por Ele e n’Ele oferecida, e inclusivamente até agem contra ela. Já “indiferenças” refere-se às ofensas cometidas passivamente, por omissão, por não reconhecer o Senhor que nos salva nem agir em conformidade com essa salvação. Temos também aqui uma forma de recusa da salvação, de ingratidão que, apesar de passiva, não deixa de ofender Jesus Cristo eucarístico.

### Peço-Vos perdão, peço-Vos a conversão
Mas a reparação, como acto comunitário inserido na solidariedade salvífica da comunhão dos santos, não teria qualquer sentido se se resumisse a “consolar Nosso Senhor pelo mal que Lhe fazem” e não contivesse, dentro da mesma solidariedade salvífica, o pedido e intercessão pelo perdão e pela conversão daqueles que O ofendem.

### Os pobres pecadores, que não crêem, não adoram, não esperam e não amam
Quem são estes “pobres pecadores”? Sem dúvida, aqueles que, na fórmula “Meu Deus, eu creio”, “não crêem, não adoram, não esperam e não Vos amam”. Ora, são pobres precisamente porque ignoram o seu pecado. Uma vez que não crêem, desconhecem o pecado, porque a ignorância de Deus implica a ignorância do pecado. Estes pobres pecadores são aqueles que se encontram mais longe de Deus, que não o conhecem, e por isso não têm para com Ele a atitude crente e adorante. São pobres também por serem infelizes, uma vez que, longe de Deus, estão também longe da fonte de toda a vida e de toda a alegria. 

### Pelos méritos infinitos do Seu Santíssimo Coração e do Coração Imaculado de Maria
O Coração de Jesus é símbolo significativo do Mistério Pascal, Mistério de misericórdia. Significa o amor que nos salva, pela entrega do Crucificado Ressuscitado. Ao pedirmos a conversão dos pecadores pelos méritos do Coração de Jesus, pedimo-la pelos méritos do seu Mistério Pascal, da sua paixão, morte, ressurreição e ascensão aos céus. De facto, é esse mistério que nos reconcilia com Deus, é por ele que podemos converter-nos. Méritos infinitos, porque na sua entrega por nós a vitória sobre o pecado foi definitiva e fomos reconciliados com Deus duma vez para sempre. Este mistério jamais se esgota e é a fonte de toda a reconciliação, de modo que a conversão passa sempre necessariamente pelos méritos do Santíssimo Coração de Jesus.
Como símbolo privilegiado da Redenção e da misericórdia de Deus, o Coração de Jesus é o que mais sofre com a ingratidão dos homens que não querem associar-se ao dom da salvação. Daí que o Coração de Jesus tenha sido ao longo dos tempos o principal objecto da atitude reparadora.
O papel de Maria na vida cristã é o de continuamente chamar e exortar a unirmo-nos à Igreja de Deus. Confiarmo-nos ao seu Coração significa entregarmo-nos ao Coração do seu Filho. O Coração da Mãe está unido ao Coração do Filho, daí que também ele se insira no centro do mistério da Redenção. Maria estava presente na Hora de Jesus, participando com Ele no culminar da sua missão, embora nenhuma participação redentiva tenha com a obra de Cristo, pois é pelo corpo e sangue dele, pelos méritos dele e ela mesma reconheceu que, precisava do Salvador, como está escrito em Lucas 1.37.